# Kasaoka
Kasaoka (Japans: 笠岡市, Kasaoka-shi) is een stad in de Japanse prefectuur Okayama. Begin 2014 telde de stad 51.947 inwoners.

## Geschiedenis
Op 1 april 1952 kreeg Kasaoka het statuut van stad (shi).

## Partnersteden
- Oda, Japan sinds 1990
- Mörbylånga, Zweden sinds 1999
- Kota Bharu, Maleisië sinds 1999

Steden:
Akaiwa · Asakuchi · Bizen · Ibara · Kasaoka · Kurashiki · Maniwa · Mimasaka · Niimi · Okayama (hoofdstad) · Setouchi · Soja · Takahashi · Tamano · Tsuyama

Districten:
Aida · Asakuchi · Kaga · Katsuta · Kume · Maniwa · Oda · Tomata · Tsukubo · Wake
Gemeenten per district